# Mjölnaregatan, Malmö

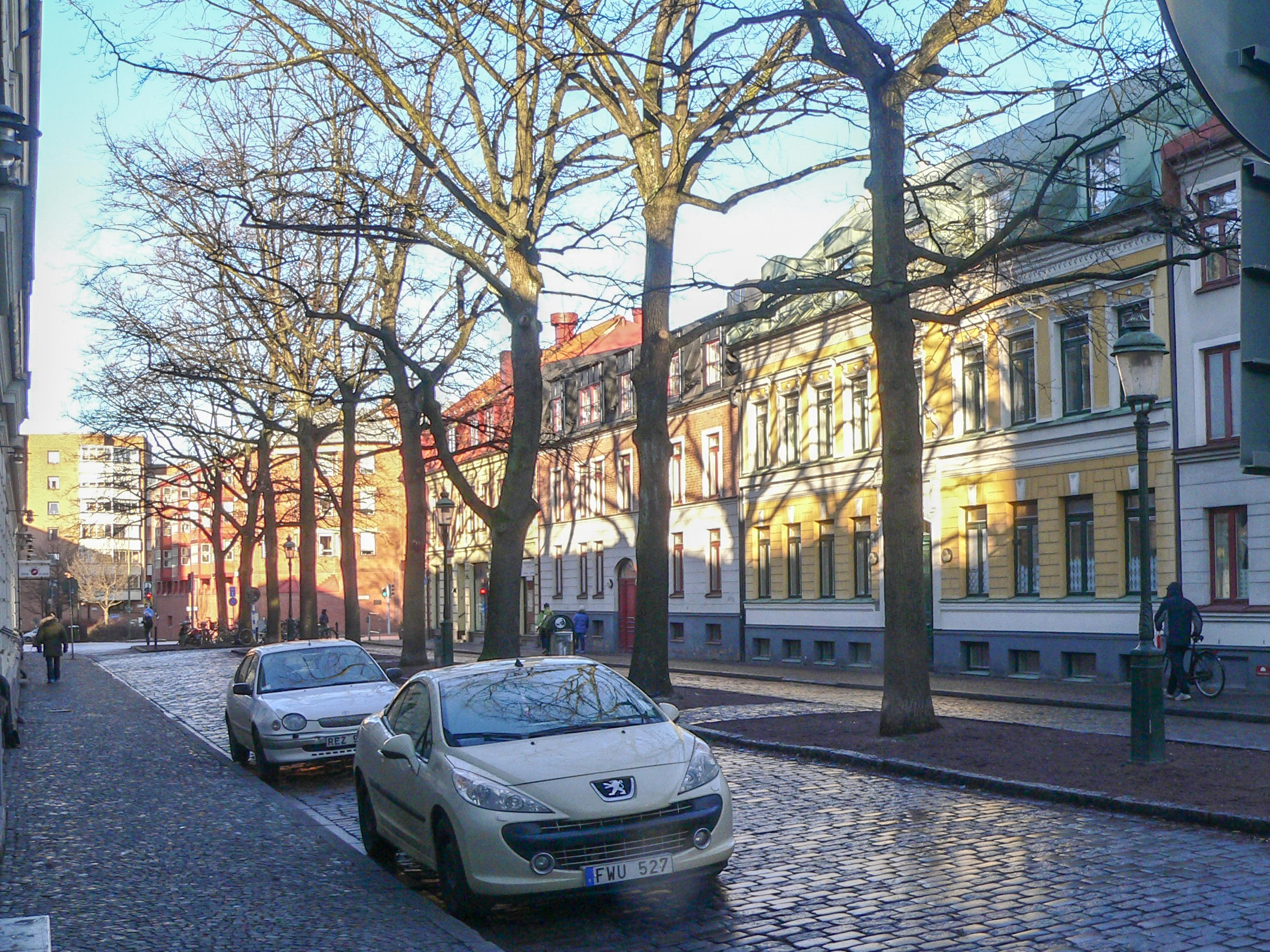
Den stenlagda Mjölnaregatan sedd mot norr från Spångatan. I gatans mitt står elva skogsekar. Vid gatans nordände ansluter den med en kort cykelbana till Föreningsgatan och där bortom syns byggnader i stadsdelen Lugnet.

Mjölnaregatan är en gata inom delområdet Rådmansvången i stadsområdet Norr i Malmö som sträcker sig från Föreningsgatan till Spångatan.
Mjölnaregatan finns på stadsingenjör Jöns Åbergs karta från 1882 och är uppkallad efter mjölnaren Per Andersson (1769–1869). Han ägde tomt och fastighet vid gatan. Sonen, mjölnaren Anders Persson (1825–1899) ärvde fastigheten efter fadern. Gatan har trädplantering i mitten, men har genom avstängning vid Föreningsgatan blivit en återvändsgata. Mjölnaregatan var skådespelaren och sångaren Edvard Perssons födelsegata.